# Charles Bartlett (regista)
Charles Bartlett (Minneapolis, 11 aprile 1888 – ...) è stato un attore, regista e sceneggiatore statunitense del cinema muto.
Nella sua carriera, iniziata nel 1912 alla Bison Motion Pictures, Bartlett prese parte a 63 film come attore. Passato nel 1915 anche alla regia, firmò 31 pellicole, sceneggiandone due. Lasciò il cinema nel 1927.

## Filmografia
La filmografia - basata su IMDb - è completa.

### Attore
- For Love, Life and Riches, regia di Frank Montgomery - cortometraggio (1912)
- A Shot in the Dark, regia di Ben F. Wilson - cortometraggio (1912)
- The Girl from Golden Run - cortometraggio (1912)
- The Massacre of Santa Fe Trail, regia di Frank E. Montgomery (1912)
- At Old Fort Dearborn; or, Chicago in 1812, regia di Frank Montgomery - cortometraggio (1912)
- The Tattoo - cortometraggio (1912)
- Star Eyes' Stratagem, regia di Frank Montgomery - cortometraggio (1912)
- Trapper Bill, King of Scouts - cortometraggio (1912)
- A Red Man's Love Frank E. Montgomery - cortometraggio (1912)
- An Indian Ishmael - cortometraggio (1912)
- The Half-Breed Scout, regia di Frank Montgomery - cortometraggio (1912)
- The Massacre of the Fourth Cavalry, regia di Frank Montgomery - cortometraggio (1912)
- A Four-Footed Hero, regia di Charles Bartlett - cortometraggio (1912)
- Heroine of the Plains - cortometraggio
- Regimental Pals - cortometraggio (1913)
- The Genius of Fort Lapawai - cortometraggio (1913)
- The Song of the Telegraph, regia di Frank Montgomery - cortometraggio (1913)
- One on Romance, regia di Edwin Middleton - cortometraggio (1913)
- In the Secret Service, regia di Henry MacRae - cortometraggio (1913)
- Love, Life and Liberty, regia di Henry MacRae - cortometraggio (1913)
- The Grand Old Flag, regia di Henry McRae - cortometraggio (1913)
- Soldiers Three
- The Struggle, regia di Jack Conway e Frank E. Montgomery - cortometraggio (1913)
- Beyond the Law - cortometraggio (1913)
- The Trail of the Lonesome Mine - cortometraggio (1913)
- Against Desperate Odds
- An Indian Maid's Strategy
- A Dream of the Wild
- Indian Blood (1913)
- Red Hawk's Sacrifice
- The Paleface Brave
- The Indian Ambuscade
- Indian Fate
- An Indian's Honor, regia di Jack Conway e Frank Montgomery - cortometraggio (1913)
- The Tigers of the Hills
- The Hopi Raiders
- The Medicine Man's Vengeance
- The Raid of the Red Marauders
- Under Desperation's Spur
- The Fight on Deadwood Trail
- Grey Eagle's Last Stand
- The Redskins and the Renegades
- The Bottled Spider
- The Call of the Tribe
- The Squaw's Revenge, regia di Frank Montgomery - cortometraggio (1914)
- Brought to Justice
- The Gypsy Gambler
- The Fate of a Squaw
- The Indian Agent
- Grey Eagle's Revenge
- At the End of the Rope
- Kidnapped by Indians
- The Cave of Death
- The Gambler's Reformation
- The Fuse of Death
- The Moonshiners, regia di Frank Montgomery (1914)
- The Vanishing Tribe, regia di Frank Montgomery - cortometraggio (1914)
- By Whose Hand?, regia di Henry Otto - cortometraggio (1915)
- In Trust, regia di Reaves Eason - cortometraggio (1915)
- The Great Question, regia di Thomas Ricketts - cortometraggio (1915)
- Pardoned, regia di Thomas Ricketts - cortometraggio (1915)
- The Thunderbolt, regia di William Bertram - cortometraggio (1916)
- Don Desperado, regia di Leo D. Maloney (1927)

### Regista
- Just as It Happened (1915)
- The Sting of It (1915)
- Visitors and Visitees (1915)
- Out of the Ashes (1915)
- On Secret Service (1915)
- Alice of Hudson Bay (1915)
- Drifting
- The Key to the Past (1915)
- Spider Barlow Cuts In (1915)
- The Water Carrier of San Juan
- Spider Barlow's Soft Spot (1915)
- The Clean-Up (1915)
- Spider Barlow Meets Competition
- The Thoroughbred (1916)
- The Silent Trail
- A Modern Sphinx
- The Craving (1916)
- The Bruiser
- The Ancient Blood - cortometraggio (1916)
- The Small Magnetic Hand - cortometraggio (1916)
- A Desperate Remedy (1916)
- The Gold Band - cortometraggio (1916)
- The Girl Who Doesn't Know
- Hell Hath No Fury (1917)
- Jerry's Victory
- Jerry's Double Cross
- Jerry's Best Friend
- The Fortunes of Corinne - cortometraggio (1918)
- Dangerous Love (1920)
- Headin' North (1921)
- Tangled Trails

### Sceneggiatore
- A Four-Footed Hero
- Tangled Trails